# Брукпорт
Брукпорт (англ. Brookport) — город, расположенный в округе Массак (штат Иллинойс, США) с населением в 1054 человека по статистическим данным переписи 2000 года.

## География
По данным Бюро переписи населения США город Брукпорт имеет общую площадь в 2 квадратных километра.

## Демография
По данным переписи населения 2000 года в Брукпорте проживало 1054 человека, 283 семьи, насчитывалось 450 домашних хозяйств. Средняя плотность населения составляла около 510 человек на один квадратный километр. Расовый состав Брукпорта по данным переписи распределился следующим образом: 90,61 % белых, 7,12 % чёрных или афроамериканцев, 0,47 % — коренных американцев, 1,04 % — представителей смешанных рас. Испаноговорящие составили 1,90 % от всех жителей города.
Из 450 домашних хозяйств в 30,0 % — воспитывали детей в возрасте до 18 лет, 44,2 % представляли собой совместно проживающие супружеские пары, в 14,7 % семей женщины проживали без мужей, 37,1 % не имели семей. 33,8 % от общего числа семей на момент переписи жили самостоятельно, при этом 15,1 % составили одинокие пожилые люди в возрасте 65 лет и старше. Средний размер домашнего хозяйства составил 2,34 человека, а средний размер семьи — 2,97 человека.
Население города по возрастному диапазону по данным переписи 2000 года распределилось следующим образом: 28,1 % — жители младше 18 лет, 8,3 % — между 18 и 24 годами, 26,7 % — от 25 до 44 лет, 21,4 % — от 45 до 64 лет и 15,6 % — в возрасте 65 лет и старше. Средний возраст жителей составил 35 лет. На каждые 100 женщин в Брукпорте приходилось 94,5 мужчин, при этом на каждые сто женщин 18 лет и старше приходилось 90,9 мужчин также старше 18 лет.
Средний доход на одно домашнее хозяйство в городе составил 24 438 долларов США, а средний доход на одну семью — 30 000 долларов. При этом мужчины имели средний доход в 31 250 долларов США в год против 19 188 долларов среднегодового дохода у женщин. Доход на душу населения в городе составил 11 751 долларов в год. 16,2 % от всего числа семей в населённом пункте и 19,8 % от всей численности населения находилось на момент переписи населения за чертой бедности, при этом 28,5 % из них были моложе 18 лет и 17,5 % — в возрасте 65 лет и старше.